# Eriospermum dregei
Eriospermum dregei är en sparrisväxtart som beskrevs av Selmar Schönland. Eriospermum dregei ingår i släktet Eriospermum och familjen sparrisväxter. Inga underarter finns listade i Catalogue of Life.